# Ramree
Ramree är en kommun i Myanmar.   Den ligger i regionen Rakhinestaten, i den sydvästra delen av landet, 250 km väster om huvudstaden Naypyidaw. Antalet invånare är 112 186.